# Krawatencross
Il Krawatencross è una corsa in linea maschile e femminile di ciclocross che si svolge ogni anno a febbraio a Lille, nella provincia di Anversa, in Belgio. Corso per la prima volta nel 1992, dalla prima edizione fa parte del calendario dello X2O Badkamers Trofee (già GvA/Bpost Bank/DVV Verzekeringen Trofee).

## Albo d'oro

### Uomini Elite
Aggiornato all'edizione 2022.
| Anno | Vincitore            | Secondo                | Terzo               |
| ---- | -------------------- | ---------------------- | ------------------- |
| 1992 | Peter Willemsens     | Dirk Pauwels           | Guy Van Dijck       |
| 1993 | Paul Herijgers       | Erwin Vervecken        | Peter Willemsens    |
| 1994 | Paul Herijgers       | Peter Willemsens       | Alex Moonen         |
| 1995 | Paul Herijgers       | Marc Janssens          | Peter Willemsens    |
| 1996 | Erwin Vervecken      | Paul Herijgers         | Arne Daelmans       |
| 1997 | Adrie van der Poel   | Arne Daelmans          | Sven Nys            |
| 1998 | Erwin Vervecken      | Arne Daelmans          | Sven Nys            |
| 1999 | Bart Wellens         | Sven Nys               | Arne Daelmans       |
| 2000 | Sven Nys             | Bart Wellens           | Arne Daelmans       |
| 2001 | Sven Nys             | Bart Wellens           | Erwin Vervecken     |
| 2002 | Bart Wellens         | Erwin Vervecken        | Arne Daelmans       |
| 2003 | Arne Daelmans        | Bart Wellens           | Sven Nys            |
| 2004 | non disputato        |                        |                     |
| 2005 | Sven Nys             | Richard Groenendaal    | Sven Vanthourenhout |
| 2006 | Sven Nys             | Erwin Vervecken        | Tom Vannoppen       |
| 2007 | Sven Nys             | Richard Groenendaal    | Gerben de Knegt     |
| 2008 | Niels Albert         | Bart Wellens           | Sven Nys            |
| 2009 | Niels Albert         | Sven Nys               | Bart Wellens        |
| 2010 | Sven Nys             | Zdeněk Štybar          | Kevin Pauwels       |
| 2011 | Kevin Pauwels        | Zdeněk Štybar          | Sven Nys            |
| 2012 | Tom Meeusen          | Zdeněk Štybar          | Kevin Pauwels       |
| 2013 | Niels Albert         | Klaas Vantornout       | Sven Nys            |
| 2014 | Sven Nys             | Lars van der Haar      | Tom Meeusen         |
| 2015 | Mathieu van der Poel | Wout Van Aert          | Sven Nys            |
| 2016 | non disputato        |                        |                     |
| 2017 | Mathieu van der Poel | Wout Van Aert          | Tom Meeusen         |
| 2018 | Mathieu van der Poel | Tim Merlier            | Laurens Sweeck      |
| 2019 | Mathieu van der Poel | Michael Vanthourenhout | Toon Aerts          |
| 2020 | Wout Van Aert        | Quinten Hermans        | Toon Aerts          |
| 2021 | Laurens Sweeck       | Michael Vanthourenhout | Corné van Kessel    |
| 2021 | Toon Aerts           | Niels Vandeputte       | Lars van der Haar   |

### Donne Elite
Aggiornato all'edizione 2022.
| Anno | Vincitrice                 | Seconda                | Terza                      |
| ---- | -------------------------- | ---------------------- | -------------------------- |
| 2003 | Anja Nobus                 | Hilde Quintens         | Nicole Leyten-De Bie       |
| 2004 | non disputato              |                        |                            |
| 2005 | Anja Nobus                 | Loes Sels              | Hilde Quintens             |
| 2006 | Reza Hormes-Ravenstijn     | Anja Nobus             | Sanne Cant                 |
| 2007 | Reza Hormes-Ravenstijn     | Loes Sels              | Sanne Cant                 |
| 2008 | Daphny van den Brand       | Reza Hormes-Ravenstijn | Sanne Cant                 |
| 2009 | Daphny van den Brand       | Marianne Vos           | Sanne Cant                 |
| 2010 | Marianne Vos               | Daphny van den Brand   | Sanne Cant                 |
| 2011 | Sanne Cant                 | Marianne Vos           | Hanka Kupfernagel          |
| 2012 | Marianne Vos               | Daphny van den Brand   | Sanne Cant                 |
| 2013 | Marianne Vos               | Sanne van Paassen      | Sanne Cant                 |
| 2014 | Sanne Cant                 | Marianne Vos           | Helen Wyman                |
| 2015 | Sanne Cant                 | Ellen Van Loy          | Helen Wyman                |
| 2016 | non disputato              |                        |                            |
| 2017 | Maud Kaptheijns            | Sanne Cant             | Laura Verdonschot          |
| 2018 | Sanne Cant                 | Maud Kaptheijns        | Annemarie Worst            |
| 2019 | Sanne Cant                 | Loes Sels              | Inge van der Heijden       |
| 2020 | Ceylin del Carmen Alvarado | Annemarie Worst        | Shirin van Anrooij         |
| 2021 | Ceylin del Carmen Alvarado | Lucinda Brand          | Denise Betsema             |
| 2022 | Lucinda Brand              | Annemarie Worst        | Ceylin del Carmen Alvarado |

### Uomini Under-23
Aggiornato all'edizione 2022.
| Anno | Vincitore                             | Secondo               | Terzo                  |
| ---- | ------------------------------------- | --------------------- | ---------------------- |
| 2003 | David Willemsens                      | Petr Dlask            | Enrico Franzoi         |
| 2004 | non disputato                         |                       |                        |
| 2005 | Kevin Pauwels                         | Rob Peeters           | Bart Dirkx             |
| 2006 | Niels Albert                          | Kevin Pauwels         | Eddy van Ijzendoorn    |
| 2007 | Rob Peeters                           | Dieter Vanthourenhout | Eddy van Ijzendoorn    |
| 2008 | Thijs van Amerongen                   | Philipp Walsleben     | Jempy Drucker          |
| 2009 | Jan Denuwelaere                       | Philipp Walsleben     | Tom Meeusen            |
| 2010 | Arnaud Jouffroy                       | Tom Meeusen           | Jan Denuwelaere        |
| 2011 | Jim Aernouts                          | Lars van der Haar     | Micki van Empel        |
| 2012 | Wietse Bosmans                        | Lars van der Haar     | Micki van Empel        |
| 2013 | Tim Merlier                           | Tijmen Eising         | Wout Van Aert          |
| 2014 | Wout Van Aert                         | Mathieu van der Poel  | Laurens Sweeck         |
| 2015 | Laurens Sweeck                        | Toon Aerts            | Michael Vanthourenhout |
| 2016 | non disputato                         |                       |                        |
| 2017 | Quinten Hermans                       | Thijs Aerts           | Eli Iserbyt            |
| 2018 | Eli Iserbyt                           | Thijs Aerts           | Jens Dekker            |
| 2019 | Thomas Pidcock                        | Niels Vandeputte      | Ben Turner             |
| 2020 | Niels Vandeputte                      | Antoine Benoist       | Ryan Kamp              |
| 2021 | annullato per la pandemia di COVID-19 |                       |                        |
| 2022 | Pim Ronhaar                           | Mees Hendrikx         | Thibau Nys             |

### Uomini Juniors
Aggiornato all'edizione 2022.
| Anno | Vincitore                             | Secondo              | Terzo                |
| ---- | ------------------------------------- | -------------------- | -------------------- |
| 2003 | Dieter Vanthourenhout                 | Niels Albert         | Tom Van Den Bosch    |
| 2004 | non disputato                         |                      |                      |
| 2005 | Wim Leemans                           | Pieter Vanspeybrouck | Jan Van Dael         |
| 2006 | Boy van Poppel                        | Dave De Cleyn        | Dries Govaerts       |
| 2007 | Ramon Sinkeldam                       | Stef Boden           | Joeri Adams          |
| 2008 | Stef Boden                            | Arnaud Jouffroy      | Jasper Ockeloen      |
| 2009 | Wietse Bosmans                        | Tijmen Eising        | Corné van Kessel     |
| 2010 | Gianni Meersman                       | Jens Adams           | David van der Poel   |
| 2011 | Laurens Sweeck                        | Diether Sweeck       | Daniel Peeters       |
| 2012 | Yorben Van Tichelt                    | Mathieu van der Poel | Wout Van Aert        |
| 2013 | Mathieu van der Poel                  | Yannick Peeters      | Thijs Aerts          |
| 2014 | Yannick Peeters                       | Thijs Aerts          | Jelle Schuermans     |
| 2015 | Johan Jacobs                          | Thijs Wolsink        | Eli Iserbyt          |
| 2016 | non disputato                         |                      |                      |
| 2017 | Florian Vermeersch                    | Arne Vrachten        | Toon Vandebosch      |
| 2018 | Niels Vandeputte                      | Ryan Kamp            | Witse Meeussen       |
| 2019 | Thibau Nys                            | Witse Meeussen       | Jetze Van Campenhout |
| 2020 | Thibau Nys                            | Ward Huybs           | Jetze Van Campenhout |
| 2021 | annullato per la pandemia di COVID-19 |                      |                      |
| 2022 | Yordi Corsus                          | Aaron Dockx          | David Haverdings     |

### Donne Juniors
Aggiornato all'edizione 2022.
| Anno | Vincitrice    | Seconda           | Terza       |
| ---- | ------------- | ----------------- | ----------- |
| 2022 | Zoe Bäckstedt | Xaydee Van Sinaey | Fleur Moors |